# Biedaszyb

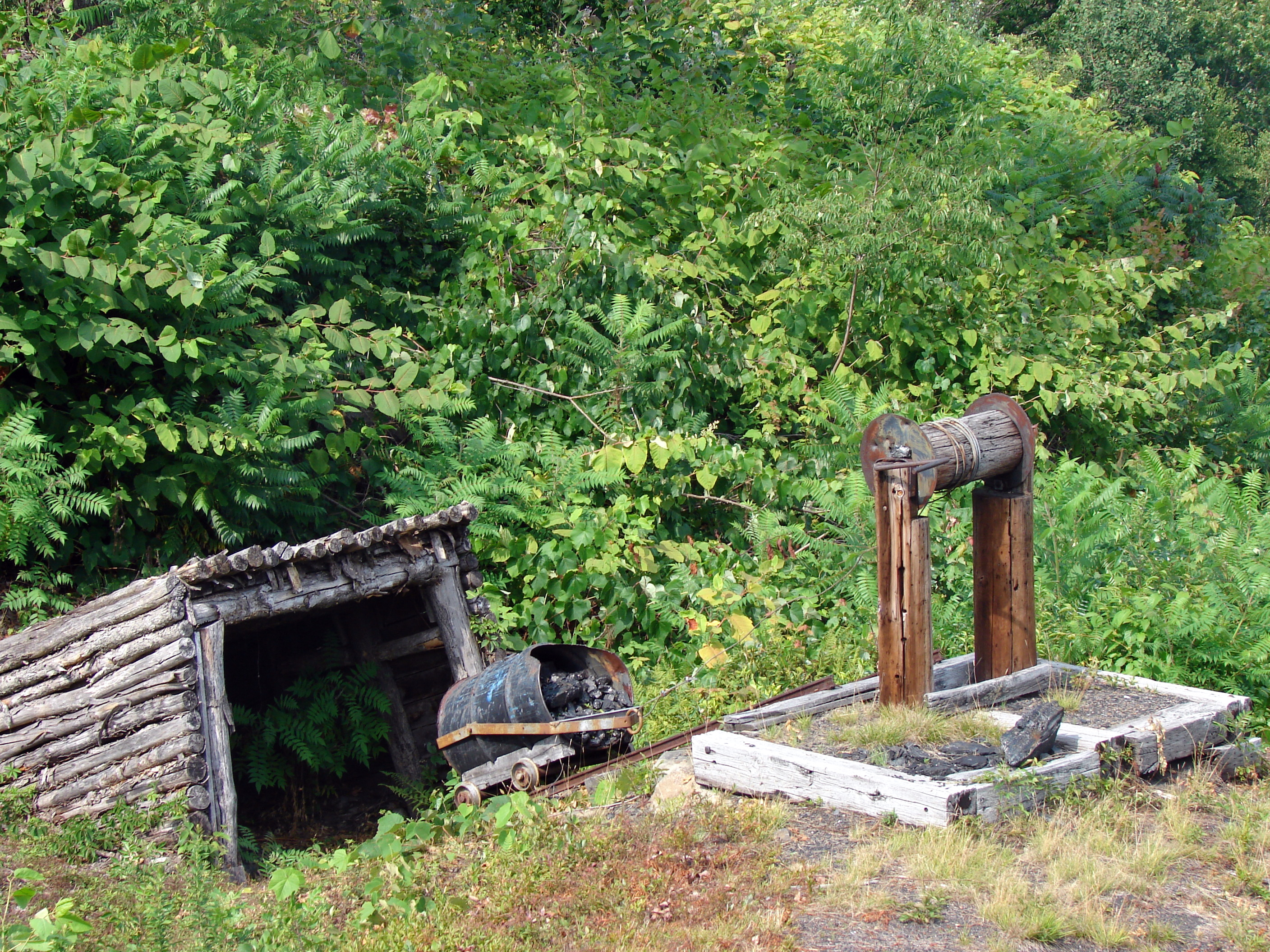
Biedaszyb w Ashland (USA)

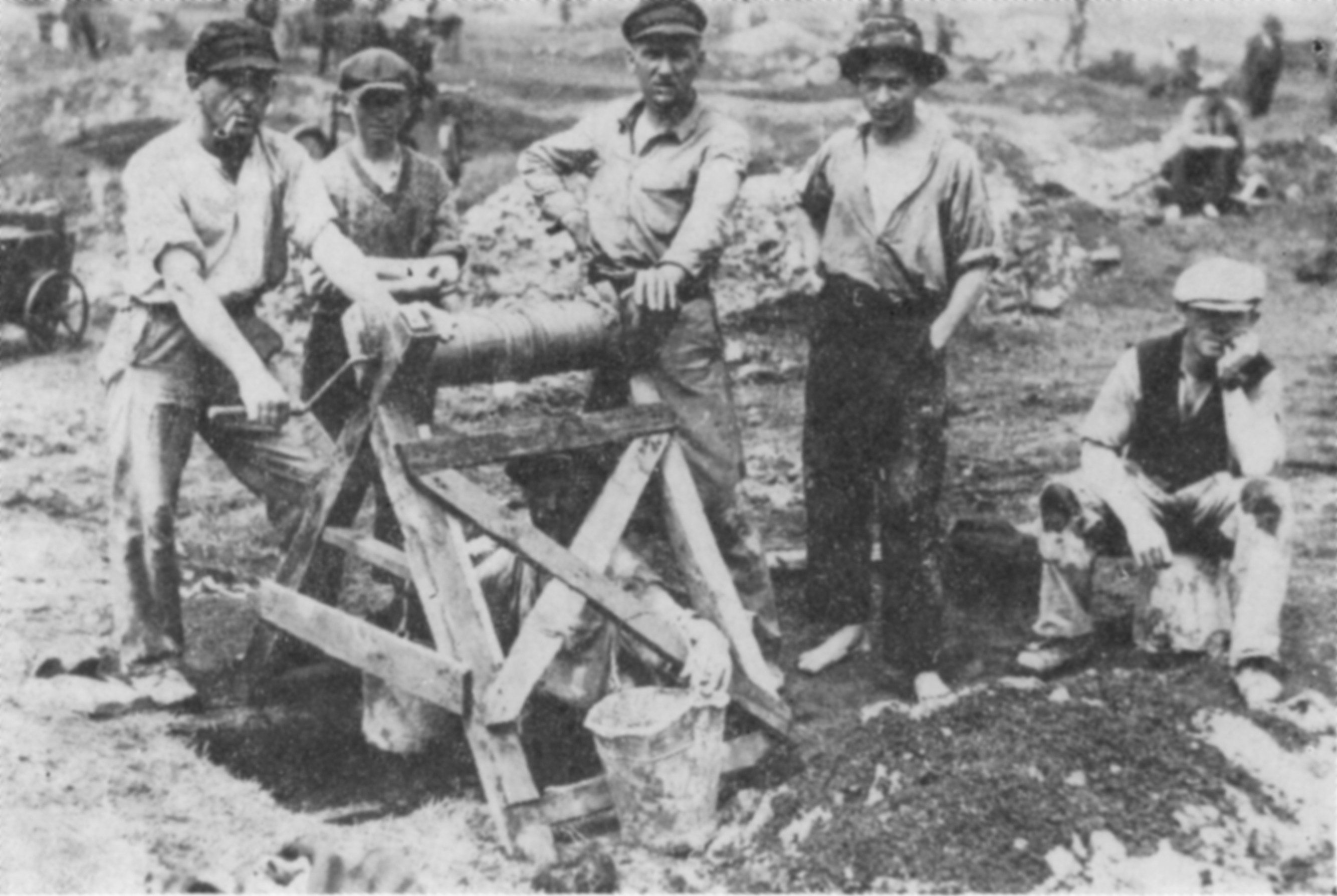
Drążenie biedaszybu w Wełnowcu

Biedaszyb (żarg., nazwa pochodzi z lat 30. XX wieku) – wyrobisko górnicze (szybik lub sztolnia) wykonane w pobliżu wychodni w sposób nielegalny, udostępniające węgiel, najczęściej węgiel kamienny. Osoba urabiająca węgiel z wykorzystaniem biedaszybu to biedaszybikarz.

## Biedaszyby w krajach i regionach

### Polska
Biedaszyby najliczniej powstawały na Górnym Śląsku w okresie kryzysu gospodarczego w latach 1929–1933, stanowiły nierzadko jedyne źródło utrzymania pracujących przy nich całych rodzin. Węgiel z biedaszybów był tańszy niż sprzedawany przez kopalnie, co stało się powodem niszczenia biedaszybów poprzez wysadzanie ich w powietrze i ścigania przez policję biedaszybników.
W latach 90. XX w., po zamknięciu wszystkich wałbrzyskich kopalń węgla, biedaszyby powstały w Wałbrzychu. Korzyści wynikające z wydobywania węgla czerpią głównie bezrobotni, którzy sprzedają węgiel po niższej cenie. Z uwagi na nieprzestrzeganie przepisów BHP oraz pracy wykonywanej przez osoby niewykwalifikowane, jest to działalność bardzo niebezpieczna i powoduje liczne wypadki, w tym śmiertelne.

### Donieckie Zagłębie Węglowe
Na Ukrainie biedaszyby są nazywane kopankami od wyrazu копа́та (kopać).
Początek biedaszybów w Donieckim Zagłębiu Węglowym nastąpił w latach 90. w związku z problemami gospodarczymi Ukrainy, które poskutkowały zamykaniem kopalń w obwodzie donieckim i ługańskim. Już pod koniec lat 90. w ramach restrukturyzacji ukraińskiego górnictwa zamknięto 52 kopalnie państwowe z uwagi na rosnące koszty i niewypłacone wynagrodzenia. Te problemy spowodowały zwiększenie bezrobocia wśród górników i większości mieszkańców regionu, którzy zdecydowali się na tworzenie kopanek. Ukraińskie biedaszyby są często kontrolowane przez lokalne władze, jak i grupy przestępcze oraz spółki należące do oligarchów.
Po wybuchu wojny w Donbasie na terenach Donieckiej Republiki Ludowej i Ługańskiej Republiki Ludowej kopanki zostały zalegalizowane.